# Благоје Миљковић
Благоје Миљковић (Спанце, 22. март 1927 — Београд, 9. децембар 1993) је био дугогодишњи новинар Радио Београда, уредник често и водитељ емисије „Недељом за село” на првом програму Радио Београда. Радио је и као дописник „Танјуга”, у новинама „Политика” и „Задруга”.

## Биографија
Више од четрдесет година се бавио новинарством. Цео радни век посветио је произвођачима хране, ратарима, воћарима, посланицима аграрне политике и свима онима који су се на неки начин бавили овом привредном делатношћу. Био је познат по репортерским записима са његових честих путовања, када је обилазио Југославију. Радио је у Радио Београду од 1963. до 1988. Његова емисија „Недељом за село” била је једна од најслушанијих емисија о пољопривреди у Србији.
Добитник је Ордена рада са златним венцем, Златног микрофона, годишње награде „Радио Београда”, Златног класа, Задружног савеза Србије, Сребрне плакете, Удружења новинара Србије и многих других награда.
Преминуо је 9. децембра 1993. године у Београду. Сахрањен је на београдском гробљу Лешће.
Од 2020. се у Акри, главном граду Гане, одржава традиционални фудбалски турнир „Трофеј Александар и отац Благоје Миљковић”.

## Приватни живот
Отац је музичара Александра Миљковића.